# Golden Stream
Golden Stream Village ist ein Ort im Toledo District von Belize. 2010 hatte der Ort 476 Einwohner, hauptsächlich Angehörige des Volkes der Mopan.

## Geografie
Der Ort liegt am Southern Highway bei Hellgate, an der Stelle, wo der Indian Creek in die Küstenebene eintritt und zusammen mit dem Joshua Creek zum namengebenden Golden Stream wird. Die nächstgelegenen Orte am Southern Highway sind Nim Li Punit im Süden und Medina Bank im Norden.
Nördlich des Ortes erstreckt sich die Couton Pine Ridge.
Der Ort wurde 1970 von Maya gegründet, die aus Santa Cruz zuzogen.

## Klima
Nach dem Köppen-Geiger-System zeichnet sich durch ein tropisches Klima mit der Kurzbezeichnung Af aus.